# ديزموند هربرت
ديزموند هربرت (بالإنجليزية: Desmond Herbert)‏ هو عالم نبات أسترالي، ولد في 17 يونيو 1898 في Diamond Creek, Victoria ‏ في أستراليا، وتوفي في 8 سبتمبر 1976 في Royal Brisbane and Women's Hospital ‏ في أستراليا.